# María Guerrero
María Ana de Jesús Guerrero Torija (Madrid, 17 aprile 1867 – Madrid, 23 gennaio 1928) è stata un'attrice teatrale spagnola.

## Carriera
Dopo aver terminato gli studi presso il Colegio de San Luis de los Franceses di Madrid, studiò, a partire dal 1885, arte drammatico con la attrice Teodora Lamadrid. Debutto il 28 ottobre 1885 con l'opera Sin familia, de Miguel Echegaray al Teatro de la Comedia di Madrid.
Dal 1890, come prima attrice del teatro spagnolo, ha recitato nelle opere classiche e di José Echegaray con grande successo. Ha continuato i suoi studi a Parigi, con l'attore e regista Benoît-Constant Coquelin nel 1891. Tornata in Spagna, ha iniziato a lavorare presso il Teatro de la Comedia.
Nel 1894, lasciò la compagnia di Emilio Mario per crearne una propria. Un anno più tardi recitò con l'attrice Sarah Bernhardt nell'opera, in francese, La Sfinge.

## Matrimonio
Sposò, il 10 gennaio 1896, l'attore Fernando Díaz de Mendoza, un aristocratico in rovina, con il quale ha fondato la sua compagnia teatrale. Ebbero due figli:
- Luis Fernando (5 marzo 1897-27 settembre 1942)
- Carlos Fernando (4 settembre 1898-18 maggio 1960)

## Morte
Dopo la nascita dei suoi due figli, nel 1899 ha intrapreso un tour in America Latina e un anno più tardi, un altro in Francia, Belgio e Italia. Nella città argentina di Córdoba, è stata una delle madrine dell'inaugurazione del Teatro del Libertador General San Martín; a Buenos Aires, ha inaugurato il Teatro Avenida e nel 1925 ha recitato al Manhattan Opera House di New York.
A Madrid vi è un teatro che porta il suo nome, il Teatro María Guerrero.
Morì il 23 gennaio 1928 per un attacco di uremia. Fu sepolta nel Cementerio de la Almudena.

## Opere

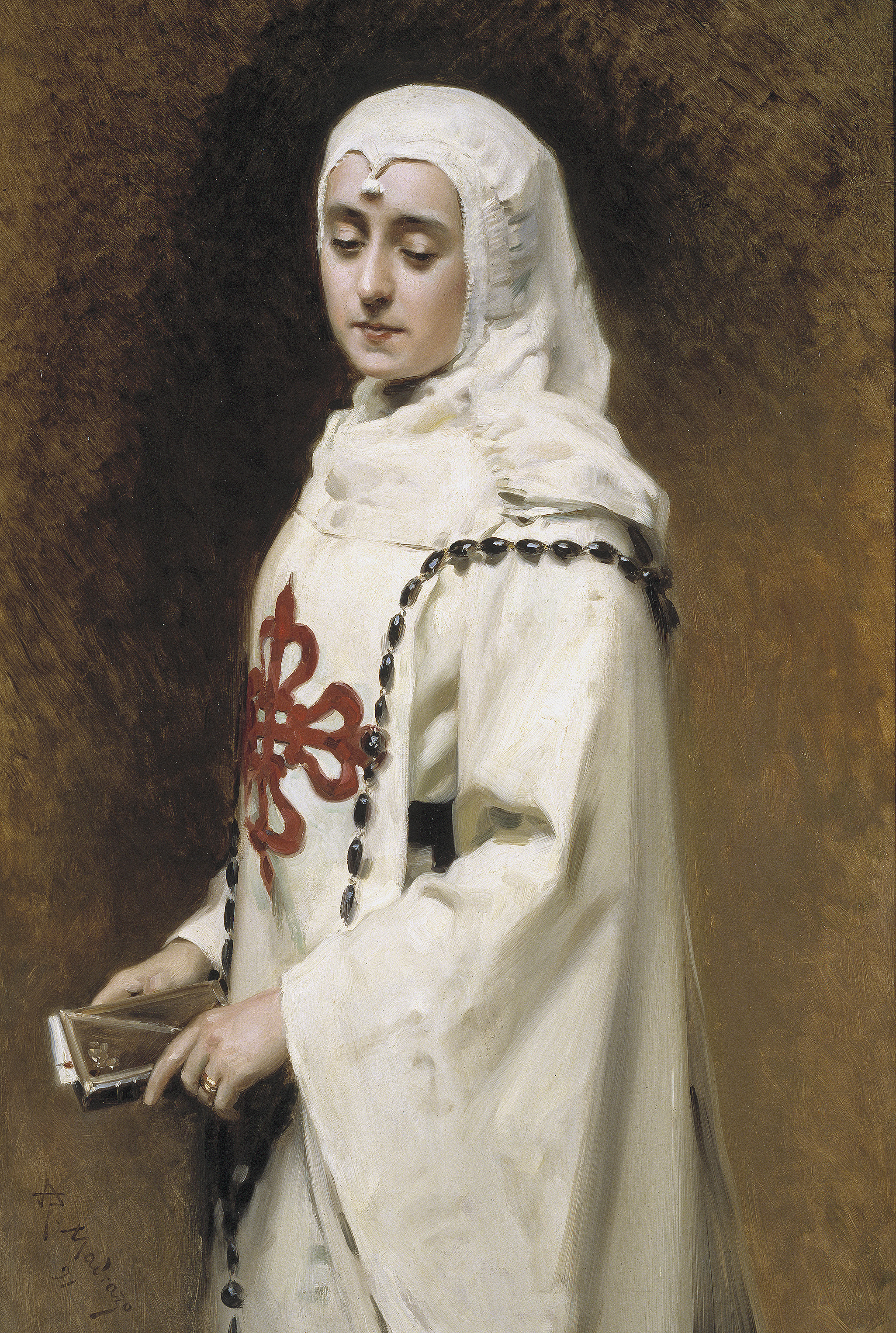
Ritratto di María Guerrero come Doña Inés per Raimundo de Madrazo (1891)

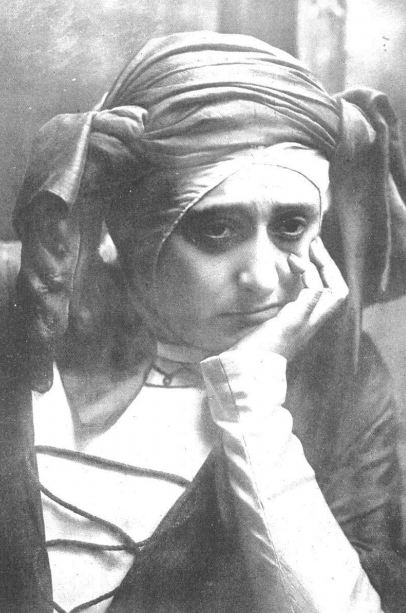
María Guerrero nel ruolo di María Rodríguez de Monroy nell'opera Doña María la Brava (1909)

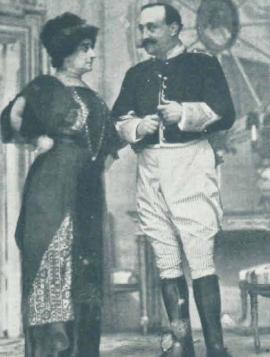
María Guerrero con Emilio Thuillier in Doña Desdenes (1912)

- Sin familia (1885), di Miguel Echegaray.
- Un archimillonario (1886), di Pedro de Novo.
- El primer choque (1889), di Antonio Sánchez Pérez.
- Lo positivo (1890), di Manuel Tamayo y Baus.
- Los irresponsables (1890), di Joaquín Dicenta.
- El sí de las niñas (1890), di Leandro Fernández de Moratín.
- El vergonzoso en palacio (1890), di Tirso de Molina.
- Don Juan Tenorio (1890), di José Zorrilla, nel ruolo di Doña Inés.
- Un crítico impaciente (1891), di José de Echegaray.
- Realidad (1891), di Benito Pérez Galdós.
- Mariana (1892), di Echegaray.
- La loca de la casa (1893), di Galdós.
- El poder de la impotencia (1893), di Echegaray.
- A la orilla del mar (1893), di Echegaray.
- La de San Quintín (1894), di Galdós.
- La rencorosa (1894), di Echegaray.
- María Rosa (1894), di Àngel Guimerà.
- Entre bobos anda el juego (1895), di Francisco de Rojas Zorrilla
- El desdén con el desdén  (1895), di Agustín Moreto.
- Mancha que limpia (1895), di Echegaray.
- El estigma (1895), di Echegaray.
- Teresa (1895), di Leopoldo Alas.
- Voluntad (1895), de Galdós.
- La mujer de Loth (1896), di Eugenio Sellés.
- La locura de amor (1896), di Tamayo y Baus.
- La calumnia por castigo (1897), di Echegaray.
- La duda (1898), di Echegaray.
- El hombre negro (1898), di Echegaray.
- Cyrano de Bergerac (1899), de Edmond Rostand.
- La pena (1901).
- La musa (1902), di Salvador Rueda.
- Malas herencias (1902), di Echegaray.
- La escalinata de un trono (1903), di Echegaray.
- La noche del sábado (1903), di Jacinto Benavente.
- Aire de fuera (1903), di Manuel Linares Rivas.
- Mariucha (1903), di Galdós.
- Por qué se ama (1903), di Benavente.
- La desequilibrada (1903), di Echegaray.
- La zagala (1904).
- La casa de García (1904).
- El dragón de fuego (1904), di Benavente.
- El médico de su honra (1905), di Calderón de la Barca.
- A fuerza de arrastrarse (1905), di Echegaray.
- Barbara (1905), di Galdós.
- Rosas de otoño (1905), di Benavente.
- El susto de la condesa (1905), di Benavente.
- La aventura de los galeotes (1905).
- La musa loca (1905).
- La sobresalienta (1905), di Benavente.
- Verdad (1906), di Emilia Pardo Bazán.
- Más fuerte que el amor (1906), di Benavente.
- La princesa Bebé (1906), di Benavente.
- Amor de artistas (1906), di Dicenta.
- El genio alegre (1906).
- María Estuardo (1906), di Friedrich Schiller.
- Añoranzas (1906), di Manuel Linares Rivas.
- Monna Vanna (1907), di Maeterlink.
- Daniel (1907), di Dicenta.
- El crimen de ayer (1908), di Dicenta.
- El preferido y los cenicientos (1908), di Echegaray.
- Las hijas del Cid (1908), di Eduardo Marquina.
- Amores y amoríos (1908).
- La araña (1908), di Àngel Guimerà.[2]
- Las flores (1908).
- Doña María la Brava (1909), di Eduardo Marquina.
- La fuente amarga (1910), di Manuel Linares Rivas.
- La flor de la vida (1910).
- En Flandes se ha puesto el sol (1910), di Marquina.
- La tragedia del beso (1910), di Carlos F. Shaw
- Voces de gesta (1911), di Valle-Inclán.
- Primavera en otoño (1911), di Gregorio Martínez Sierra.
- El rey trovador (1911), di Marquina.
- La alcaldesa de Pastrana (1911), di Marquina.
- Rosa y Rosita (1911).
- El alcázar de las perlas (1911), de Francisco Villaespesa.
- Doña Desdenes (1912), di Manuel Linares Rivas.
- La Marquesa Rosalinda (1912), di Valle-Inclán.
- Malvaloca (1912).
- Cuando florezcan los rosales (1913), di Marquina.
- El retablo de Agrellano (1913), di Marquina.
- La Malquerida (1913), di Jacinto Benavente.
- Mamá (1913), di Gregorio Martínez Sierra.
- Alceste (1914), di Galdós.
- La garra (1914), di Manuel Linares Rivas.
- La fuerza del mal (1914), di Linares Rivas.
- Una mujer (1914), di Marquina.
- Las flores de Aragón (1914), di Marquina.
- El collar de estrellas (1915), di Benavente.
- El duque de El (1915).
- Campo de armiño (1916), di Benavente.
- El Gran Capitán (1916), di Marquina.
- Los cachorros (1918), di Benavente.
- El último pecado (1918), di Pedro Muñoz Seca.
- La verdad de la mentira (1918), di Muñoz Seca.
- La calumniada (1919).
- La vestal de Occidente (1919), di Benavente.
- Una pobre mujer (1920), di Benavente
- El abanico de Lady Windermere (1922), di Oscar Wilde.
- Dentro de un siglo (1921), di Muñoz Seca.
- La enemiga (1922), di Nicodemi.
- La dama de armiño (1922), di Luis Fernández Ardavín.
- El doncel romántico (1922), di Fernández Ardavín.
- Los frescos (1922), di Muñoz Seca.
- Lecciones de buen amor (1924), di Benavente.
- La vidriera milagrosa (1924), di Fernández Ardavín.
- Un par de botas (1924), di Benavente.
- El pobrecito carpintero (1924), di Marquina.
- Doña Diabla (1925), di Fernández Ardavín.
- Don Luis Mejía (1925), di Marquina.
- Desdichas de la fortuna o Julianillo Valcárcel (1926), di Manuel Machado e Antonio Machado.
- Via crucis (1928), di Fernández Ardavín.